# 六実
六実（むつみ）は、千葉県松戸市の町丁。現行行政地名は六実一丁目から七丁目。郵便番号は270-2204。

## 地理および概要
松戸市東端に位置する。東は鎌ケ谷市南佐津間、西は五香、南は鎌ケ谷市粟野・初富、北は六高台・鎌ケ谷市西佐津間と接している。

### 地価
住宅地の地価は、2014年（平成26年）1月1日の公示地価によれば、六実3丁目22番12の地点で8万6600円/m2となっている。

## 歴史

### 地名の由来
明治新政府の手により、小金牧（千葉県北西部）および佐倉牧（同県北部）の開墾が行われ、開墾地には開墾順序に合わせて地名が付与された。初富（鎌ケ谷市）、二和、三咲（以上船橋市）、豊四季（柏市）、五香、六実（以上松戸市）、七栄（富里市）、八街（八街市）、九美上（香取市）、十倉（富里市）、十余一（白井市）、十余二（柏市）、十余三（成田市・多古町）の順に地名がつけられた。

## 世帯数と人口
2017年（平成29年）11月1日現在の世帯数と人口は以下の通りである。
| 丁目       | 世帯数    | 人口    |
| ---------- | --------- | ------- |
| 六実一丁目 | 541世帯   | 1,294人 |
| 六実二丁目 | 558世帯   | 1,315人 |
| 六実三丁目 | 775世帯   | 1,664人 |
| 六実四丁目 | 376世帯   | 718人   |
| 六実五丁目 | 401世帯   | 843人   |
| 六実六丁目 | 702世帯   | 1,597人 |
| 六実七丁目 | 100世帯   | 207人   |
| 計         | 3,453世帯 | 7,638人 |

## 小・中学校の学区
市立小・中学校に通う場合、学区は以下の通りとなる。
| 丁目       | 番地       | 小学校                 | 中学校             |
| ---------- | ---------- | ---------------------- | ------------------ |
| 六実一丁目 | 全域       | 松戸市立六実第二小学校 | 松戸市立六実中学校 |
| 六実二丁目 | 全域       | 松戸市立六実第二小学校 | 松戸市立六実中学校 |
| 六実三丁目 | 全域       | 松戸市立六実第二小学校 | 松戸市立六実中学校 |
| 六実四丁目 | 全域       | 松戸市立六実第二小学校 | 松戸市立六実中学校 |
| 六実五丁目 | 1～23番地  | 松戸市立六実第二小学校 | 松戸市立六実中学校 |
| 六実五丁目 | 24～30番地 | 松戸市立六実小学校     | 松戸市立六実中学校 |
| 六実六丁目 | 全域       | 松戸市立六実小学校     | 松戸市立六実中学校 |
| 六実七丁目 | 全域       | 松戸市立六実第三小学校 | 松戸市立六実中学校 |

## 交通

### 道路
- 千葉県道8号船橋我孫子線 - 5丁目の最東端を僅かにかすめる。
- 千葉県道200号六実停車場線
- 千葉県道281号松戸鎌ケ谷線

### 鉄道
- 東武野田線
  - 六実駅

## 施設
二丁目
- 松戸市立六実第二小学校

三丁目
- 松戸六実郵便局

四丁目
- 東武野田線六実駅 西口
- 千葉興業銀行 六実支店
- 千葉銀行 鎌ケ谷支店六実出張所